# Kozmálovské vršky
Kozmálovské vršky jsou podcelkem geomorfologického celku Štiavnické vrchy, v jihozápadní části pohoří.
Řeka Hron se Slovenskou branou prořízla ze Žiarské kotliny do Podunajské nížiny, přičemž oddělila malý výběžek Štiavnických vrchů na pravém břehu od zbytku pohoří na levém břehu .
Nejvyšším vrcholem podcelku je Velká Vápenná o nadmořské výšce 350 m. Oblast je porostlá původními dubovými lesy a uměle introdukovanými akátovými lesy. Na okrajových svazích (zejména na jihu a jihovýchodě) jsou vinice, které jsou součástí Nitranské vinařské oblasti.
Na okraji podcelku se nacházejí dvě obce, Kozárovce, Malé Kozmálovce a město Tlmače, část Lipník, zatímco v západní části leží atomová elektrárna Mochovce.